# 李在英
李在英（韓語：이재영，羅馬化：I Jae-yeong，1996年10月15日—），韩国女子排球运动员，原韩国国家女子排球队主攻手，其孪生妹妹李多英同为国家队选手。 2021年爆出校园暴力事件后，姐妹俩被迫离开各自效力的俱乐部及国家队。

## 早年
李多英与李在英出生于体育世家，父亲李柱亨是益山市田径队的教练，曾代表韩国参加1988年汉城奥运会的男子链球比赛，母亲金敬姬是汉城奥运会韩国女排队成员。在善明女子高等學校读书的时候，姐妹二人就是校排球队的成员。

## 排球生涯
李在英在2014年世界女排大奖赛中首次崭露头角，夺得第九名。2014至15赛季效力于韩国V联赛俱乐部兴国人寿，夺得第四名，2015年世界盃女子排球賽夺得第六名。
随后在2016年里约奥运会女排资格赛中取得第四名，帮助国家队进军正赛，最中取得第五名。还参加了在2017年和2018年女子世界大冠軍盃排球賽資格賽。
2021年，网上流传出李多英与李在英两人就读于高中的时候霸凌同学，最终被俱乐部及国家队无限期停赛。

## 俱乐部
- 水原现代建设山州女子排球队（英语：Incheon Heungkuk Life Pink Spiders） (2014–2021)
- PAOK塞萨洛尼基（英语：P.A.O.K. Women's Volleyball） (2021–2022)

## 奖项

### 团体
- 韩国V联赛
  -  冠军 (1): 2018-19
  -  亚军 (1): 2016-17

### 个人
- 韩国V联赛 - 决赛MVP (1): 2018-19
- 韩国V联赛 - MVP (2): 2016-17, 2018–19
- 韩国V联赛 - 最佳阵容 (5): 2015–16, 2016–17, 2017–18, 2018–19, 2019–20
- 韩国V联赛 - 回合MVP (5): 2014-15 第六回合, 2015-16 第一回合, 2016-17 第二回合, 2018-19 第三、第六回合
- 韩国V联赛 - 年度最佳新人 (1): 2014-15
- 韩国V联赛 - 全明星赛MVP (1): 2018-19

### 国家队
- 奥运会
  - 2016 – 第5名
- 世界女子排球锦标赛
  - 2018 – 第17名
- 世界杯排球赛
  - 2015 – 第6名
  - 2015 – 第6名
- 女子排球國家聯賽
  - 2018 – 第12名
- 世界女排大獎賽
  - 2014（英语：2014 FIVB Volleyball World Grand Prix） – 第8名
- 世界大冠軍盃排球賽
  - 2017 – 第6名
- 亚运会
  - 2014（英语：Volleyball at the 2014 Asian Games – Women） –  冠军
  - 2018 –  季军
- 亚洲女子排球锦标赛
  - 2013 –  季军
  - 2015 –  亚军
  - 2019 –  季军
- 亞洲盃女子排球賽
  - 2014 –  亚军
- 亞洲青年女子排球錦標賽
  - 2012 - 第5名
  - 2014 -  季军

### 个人
- 2014年亞洲青年女子排球錦標賽 - 最佳主攻手